# 8Turn
Cette page contient des caractères spéciaux ou non latins. S’ils s’affichent mal (▯, ?, etc.), consultez la page d’aide Unicode.
8Turn (hangeul : 에잇턴, stylisé 8TURN) est un boys band sud-coréen de K-pop, originaire de Séoul. Il est formé en 2021 par MNH Entertainment (en) et composé de huit membres.

## Histoire
Avant la formation du groupe, Jaeyun participe au concours télévisé Boys24, et est éliminé lors du huitième épisode,. Il participe ensuite à un autre concours, Mix Nine, et est éliminé au dixième épisode. Kyungmin bparticipe, quant à lui, au concours I-Land, et est éliminé lors de la première partie de l'émission,.
Le 2 janvier 2023, MNH Entertainment annonce les débuts de leur premier groupe musical masculin, ouvre leurs comptes sociaux, et poste un logo en vidéo. Le lendemain, le premier EP du groupe, 8Turnrise, est annoncé. Il sort en téléchargement le 30 janvier 2023 et au format album le 6 février 2023,. Le 26 juin 2023, 8Turn sort son deuxième EP Uncharted Drift avec comme chanson principale Excel.

## Membres
- Myungho (명호) — nationalité sud-coréenne
- Jaeyun (재윤) : leader[8] — double nationalité philippin et sud-coréenne
- Minho (민호) — nationalité sud-coréenne
- Yoonsung (윤성) — nationalité sud-coréenne
- Haemin (해민) — double nationalité japonaise et américaine
- Kyungmin (경민) — nationalité sud-coréenne
- Yungyu (윤규) — nationalité philippin
- Seungheon (승헌) — nationalité sud-coréenne

## Discographie

### EP
| Titre           | Détails | Meilleure position | Ventes          |
| Titre           | Détails | COR                | Ventes          |
| --------------- | --- | ------------------ | --------------- |
| 8Turnrise       | - Date de sortie : 30 janvier 2023 - Label : MNH Entertainment - Formats : CD, téléchargement, streaming 1. We 2. Tic Tac 3. Wonder 4. Say My Name 5. Heartache | 13                 | - COR : 45 794  |
| Uncharted Drift | - Date de sortie : 26 juin 2023 - Label : MNH Entertainment - Formats : CD, téléchargement, streaming 1. World 2. Excel 3. Walk It Out 4. Sketch 5. Ing         | 18                 | - COR : 49 823  |
| Stunning        | - Date de sortie : 9 janvier 2024 - Label : MNH Entertainment - Formats : CD, téélchargement, streaming 1. The Game 2. Ru-Pum Pum 3. Nom 4. We Here 5. Glow     | 3                  | - COR : 124 167 |

### Singles
| Titre      | Année | Meilleure position | Album           |
| Titre      | Année | COR Télé.          | Album           |
| ---------- | ----- | ------------------ | --------------- |
| Tic Tac    | 2023  | 126                | 8Turnrise       |
| Excel      | 2023  | 156                | Uncharted Drift |
| Ru-Pum Pum | 2024  | —                  | Stunning        |

### Autres chansons classées
| Titre       | Année | Meilleure position | Album     |
| Titre       | Année | COR Télé.          | Album     |
| ----------- | ----- | ------------------ | --------- |
| Say My Name | 2023  | 191                | 8Turnrise |
| Wonder      | 2023  | 196                | 8Turnrise |
| Heartache   | 2023  | 198                | 8Turnrise |
| We          | 2023  | 199                | 8Turnrise |

## Distinctions
| Cérémonie                | Année | Catégorie                                 | Nommé / œuvre | Résultat   | Réf.   |
| ------------------------ | ----- | ----------------------------------------- | ------------- | ---------- | ------ |
| Hanteo Music Awards (en) | 2023  | Rookie de l'année - Masculin              | 8Turn         | Nomination | [ 15 ] |
| Hanteo Music Awards (en) | 2023  | Révélation pour une performance de groupe | 8Turn         | Lauréat    | [ 16 ] |
| Seoul Music Awards       | 2023  | Rookie de l'année                         | 8Turn         | Nomination | [ 17 ] |